# Vera Kolesnikova (ginnasta)
Vera Vladimirovna Kolesnikova (in russo Вера Владимировна Колесникова?; Perlevka, 7 ottobre 1968) è un'ex ginnasta sovietica.

## Biografia
Ha vinto la medaglia d'oro nel concorso a squadre ai campionati mondiali di ginnastica artistica del 1985.
Ha vinto anche 3 ori (completo a squadre ed individuale e trave), e un argento (parallele asimmetriche) ai I Goodwill Games nel 1986, e un oro (completo a squadre) e tre argenti (completo individuale, parallele asimmetriche e corpo libero) alle Universiadi di Zagabria 1987.
Si è ritirata dopo aver fallito la selezione per i giochi olimpici di Seul 1988.

## Vita privata
Ha sposato il ginnasta Alexander Komov. La figlia Viktorija Komova ha seguito le orme materne, ed è stata per due volte oro mondiale e per due volte argento olimpico.